# Жуков Володимир Романович
Володимир Романович Жуков (нар. 17 серпня 1946, місто Макіївка, тепер Донецької області) — український радянський державний діяч, 1-й секретар Макіївського міського комітету КПУ Донецької області, голова Макіївської міської ради. Депутат Верховної Ради УРСР 11-го скликання (у 1988—1990 роках). Депутат Верховної Ради України 1-го скликання. Кандидат економічних наук (2003).

## Біографія
Народився в родині робітників.
У 1964 році закінчив Макіївський металургійний технікум Донецької області.
З 1964 року — слюсар-ремонтник, вальцювальник, лаборант, інженер-дослідник, старший інженер центральної заводської лабораторії Макіївського металургійного комбінату імені Кірова Донецької області.
У 1971 році закінчив Донецький політехнічний інституту за спеціальністю «Обробка металів тиском», інженер-металург. Член КПРС.
У 1971—1972 роках — служба в Радянській армії.
У 1972—1974 роках — старший інженер центральної заводської лабораторії Макіївського металургійного комбінату імені Кірова.
У 1974—1980 роках — інструктор, заступник завідувача промислово-транспортного відділу Макіївського міського комітету КПУ Донецької області.
У 1980—1981 роках — начальник прокатного цеху № 1 Макіївського металургійного комбінату імені Кірова Донецької області.
У 1981—1984 роках — секретар партійного комітету КПУ Макіївського металургійного комбінату імені Кірова.
У 1984—1987 роках — 2-й секретар Макіївського міського комітету КПУ Донецької області.
У 1985—1988 роках навчався заочно в Академії суспільних наук при ЦК КПРС.
У 1987—1990 роках — 1-й секретар Макіївського міського комітету КПУ Донецької області.
У 1990—1997 роках — голова Макіївської міської Ради народних депутатів, голова виконкому Макіївської міської Ради народних депутатів Донецької області.
У червні 1997 — 2002 роках — генеральний директор — голова правління ВАТ «Макіївський металургійний комбінат».
У 2002—2007 роках — начальник Головного управління промисловості, енергетики, транспорту та зв'язку (Головного управління промисловості та розвитку інфраструктури) Донецької обласної державної адміністрації.
У 2003 році захистив кандидатську дисертацію «Управління інноваційно-інвестиційною діяльністю підприємства».
Голова Макіївської міської організації Партії регіонів.
У 2007—2014 роках — начальник Управління Державного казначейства України у місті Макіївці Донецької області. Працював помічником народного депутата України 5-го скликання Бурлакова Павла Миколайовича.
Потім — на пенсії в місті Макіївці Донецької області.

## Нагороди
- орден «За заслуги» ІІІ ступеня
- ордени
- медалі
- почесний громадянин міста Макіївки (1999)